# De boom van Jesse (Rijksmuseum)
De boom van Jesse is een schilderij met als thema de 'boom van Jesse', dat verwantschap vertoont met de schilderijen van Geertgen tot Sint Jans.

## Voorstelling
Het middeleeuwse thema, de boom van Jesse, is  gebaseerd op een bijbelse profetie in Jesaja 11:1-3, waarin staat dat er uit de "stronk" van Jesse (dat is Isaï) een "telg" opschiet, later geïnterpreteerd als Jezus. Dit paneel is het enige Nederlandse paneel dat dit thema tot onderwerp heeft.
Onderaan het schilderij ligt Jesse, de vader van koning David, te slapen. Uit zijn lichaam groeit een boom met nakomelingen van hem, met in de top van de boom Maria met op haar schoot haar zoon Jezus. De twaalf andere personen in de boom zijn de volgende koningen uit het nageslacht van Jesse:
- onderste rij van links naar rechts: David, Salomo en Abia,
- tweede rij van onderen, van links naar rechts: Jotam, Joram, Josafat, Uzzia, Rechabeam en Asa,
- bovenaan, van links naar rechts: Achaz, Hizkia en Manasse.

Verder zijn linksonder een non met witte habijt (de schenkster van het paneel) en achter haar een man met stok en pelgrimstas, die misschien de profeet Jesaja voorstelt, te zien. De man rechts is mogelijk de rector van het klooster van de non. De personen bevinden zich in een 'hortus conclusus', een omsloten tuin, hetgeen een metafoor voor de maagdelijkheid van Maria is. Het gebouw op de achtergrond stelt een kloosterkerk voor.
Een aantal maal is op het schilderij een rozenkrans, een soort gebedssnoer, afgebeeld: niet alleen dragen de non om haar arm en Josafat om zijn hals een gebedssnoer, maar ook draagt Abia verschillende kransen van rozen om zijn hoofd en schouder. Omdat de rozenkrans onder meer gebruikt wordt bij de verering van Maria, komt de voorstelling als geheel dus in het teken daarvan te staan.

## Toeschrijving
Het paneel is in de loop van de tijd aan verschillende schilders toegeschreven, namelijk aan Geertgen tot Sint Jans, aan Jan Mostaert en aan Jacob Jansz (zie Meester van de Brunswijkse diptiek). Volgens Jan Piet Filedt Kok is het waarschijnlijk niet van Mostaert of Jansz, omdat het qua stijl en kleurgebruik meer aansluit bij de werken van Geertgen. Wel zijn er verschillen in verf- en kleurbehandeling met de enige twee panelen die met zekerheid aan Geertgen toegeschreven kunnen worden, zodat de schilder mogelijk niet Geertgen zelf was, maar een ervaren schilder, "wiens werk en schilderstijl nauw verwant zijn aan die van Geertgen tot Sint Jans". Het zou daarbij kunnen gaan om een vroegere medewerker van Geertgen, maar dit is niet noodzakelijk.

## Geschiedenis
Op basis van materieel-technisch onderzoek is geconcludeerd dat een beschildering van het paneel waarschijnlijk is vanaf 1486 of 1494. Op basis van het witte kleed van de afgebeelde non is gesuggereerd dat het mogelijk bestemd was voor het Maria Magdalenaklooster in Haarlem. Vanaf halverwege de 19e eeuw bestaat er documentatie van de respectievelijke eigenaren van het paneel, tot het uiteindelijk in 1956 door het Rijksmuseum te Amsterdam is aangeschaft.
Het schilderij is verschillende malen gerestaureerd, waaronder in 1930. Bij deze restauratie kwam pas de non aan het licht, waar voor die tijd een verlengd stuk van de muur en een hekje overheen waren geschilderd.